# Ulli Kaden
Ulli Kaden właśc. Ulrich Kaden (ur. 9 marca 1959 w Monachium) – wschodnioniemiecki bokser walczący w kategorii superciężkiej, dwukrotny mistrz Europy.

## Życiorys
Walczył w wadze superciężkiej (ponad 91 kilogramów).
Zdobył srebrny medal w wadze ciężkiej (ponad 81 kg) na mistrzostwach Europy juniorów w 1978 w Dublinie po przegranej w finale z Petyrem Stoimenowem z Bułgarii.
Na mistrzostwach Europy w 1981 w Tampere Kaden zdobył brązowy medal w wadze superciężkiej przegrywając w półfinale z Francesco Damianim z Włoch. Dwa lata później na mistrzostwach Europy w 1983 w Warnie wywalczył srebrny medal, a w finale ponownie przegrał z Damianim.

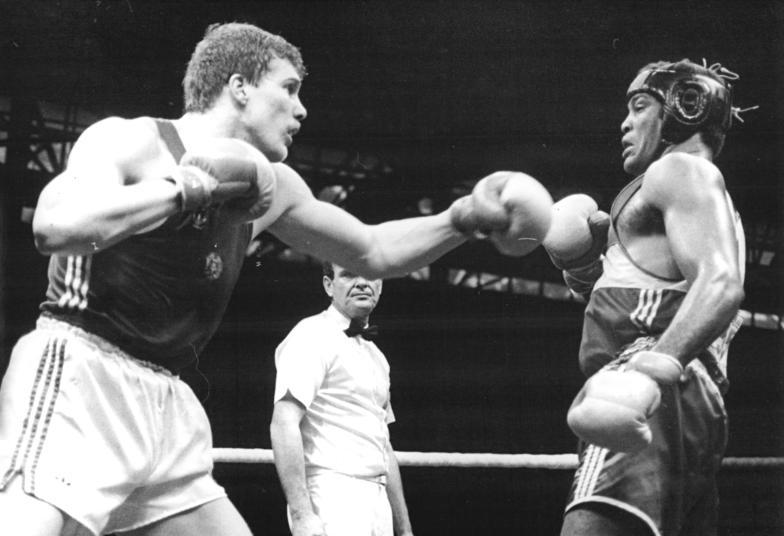
Ulli Kaden (z lewej) w walce z Teófilo Stevensonem w 1986

Wskutek bojkotu igrzysk olimpijskich w 1984 w Los Angeles przez NRD nie wziął w nich udziału. Na turnieju Przyjaźń-84 zorganizowanym w Hawanie dla pięściarzy z państw bojkotujących igrzyska zdobył brązowy medal, po porażce w półfinale przez nokaut z Teófilo Stevensonem. Wystąpił na mistrzostwach świata w 1986 w Reno, ale przegrał pierwszą walkę ze Stevensonem.
Zdobył złoty medal na mistrzostwach Europy w 1987 w Turynie po wygranej w finale z Aleksandrem Jagubkinem z ZSRR. Na igrzyskach olimpijskich w 1988 w Seulu odpadł w ćwierćfinale po przegranej z Lennoxem Lewisem z Kanady. Ponownie wywalczył złoty medal na mistrzostwach Europy w 1989 w Atenach po zwycięstwie w finale nad Giorgiosem Tsahakisem z Grecji.
Ulli Kaden był mistrzem NRD w wadze superciężkiej w latach 1980–1988. W toku swej kariery trzykrotnie wygrał z Teófilo Stevensonem (m.in. podczas Pucharu Chemii w Halle w 1986) i sześciokrotnie z nim przegrał.